# Laurent Bignolas
Laurent Bignolas, né le 27 juillet 1961 à Bourges dans le Cher, est un journaliste, syndicaliste et animateur de télévision français.

## Biographie

### Famille
Laurent Guy Bignolas est né le 27 juillet 1961 à Bourges du mariage de Claude Bignolas, professeur d'arts plastiques, et de Madeleine Jacquelin.
Le 13 juin 1998, il épouse en secondes noces la journaliste Nathalie Hayter. De ce mariage sont nés deux enfants.

### Formation
Après des études secondaires au lycée Alain-Fournier de Bourges, Laurent Bignolas suit les cours de l'institut universitaire de technologie (IUT) de journalisme de Tours.

### Carrière professionnelle
De 1980 à 1982, il est reporter FR3 à Tours, Caen, Clermont-Ferrand, Lille et Le Mans. En 1982, il est journaliste à la station de FR3 Auvergne puis en 1983 à Radio France Puy de Dôme. En 1986, il est responsable du magazine télévisé Massif. En 1992, il est nommé rédacteur en chef adjoint à France 3 Auvergne quand il présente son journal télévisé en Auvergne. Il présente les journaux télévisés 12/13 et 19/20 à la rédaction nationale de France 3 de 1994 à 1999. Parallèlement, entre 1997 et 1999, il présente l'émission La Preuve par trois, puis de 1999 à 2009, l'émission Faut pas rêver pour laquelle il obtient en 2000 le 7 d'or de la meilleure émission de découverte, aventure et évasion. 
En septembre 2009, il retrouve la présentation du 19/20 sur France 3 lorsque Audrey Pulvar rejoint la chaîne d'information en continu i>Télé. Patricia Loison lui succède à la présentation de Faut pas rêver. En mars 2010, il anime les soirées électorales des régionales sur France 3 aux côtés de Carole Gaessler. Fin août 2010, en désaccord avec sa direction à la suite du changement de rédacteur en chef, il quitte le 19/20.
À partir de septembre 2011, il coprésente avec Georges Pernoud et Sabine Quindou le magazine Thalassa trois vendredis par mois en première partie de soirée sur France 3. Laurent Bignolas présente en parallèle le magazine de voyage Explô sur la chaîne France Ô.
En avril 2013, France 3 ne le licencie pas par courriel, après 32 années de services sur la chaîne, comme il l'a laissé entendre, mais le maintient uniquement à la présentation de son émission sur France Ô.
À la rentrée 2016, il présente la matinale de la nouvelle chaine de télévision France Info. Depuis le 20 mars 2017, il anime une nouvelle tranche d'informations Le 6h Info juste avant Télématin de 6 h à 6 h 30 sur France 2. Le 9 juin 2017, il est annoncé comme remplaçant de William Leymergie à la présentation de Télématin.
Le 1er mai 2021, après des rumeurs persistantes sur son potentiel départ de Télématin, France 2 officialise son départ et annonce l'arrivée d'un binôme à la présentation pour la rentrée de septembre. Julia Vignali et Thomas Sotto sont alors désignés pour animer l'émission du lundi au jeudi. Un nouveau binôme composé de Maya Lauqué et de Damien Thévenot anime l'émission le week-end du vendredi au dimanche.

### Activité syndicale
Laurent Bignolas est responsable CGT au sein du groupe France Télévisions, il est en 2017, pour son troisième mandat d'affilée, l'un des deux représentants du personnel au conseil d'administration du groupe, en remplacement de Marcel Trillat. Il a en effet été élu en 2006, puis en 2011 et de nouveau en 2016.

### Autres activités
Il pratique la course à la voile et l'équitation. En 1999, il réalise une traversée de l'Atlantique à la voile avec le navigateur Laurent Bourgnon.
Il est parrain de la promotion 2012 du master de journalisme de l'école des Établières à La Roche-sur-Yon (Vendée).